# Truyes
Truyes ist eine französische Gemeinde mit 2.430 Einwohnern (Stand: 1. Januar 2022) im Département Indre-et-Loire in der Region Centre-Val de Loire. Sie gehört zum Arrondissement Tours und zum Kanton Monts. Die Einwohner werden Troïciens genannt.

## Geographie
Truyes liegt am Fluss Indre, der die südliche Gemeindegrenze bildet.
Umgeben wird Truyes von den Nachbargemeinden Azay-sur-Cher im Norden, Athée-sur-Cher im Norden und Nordosten, Courçay im Osten und Südosten, Cormery im Süden sowie Esvres im Westen.
Durch die Gemeinde führt die Autoroute A85.

## Bevölkerungsentwicklung
| Jahr      | 1962 | 1968 | 1975 | 1982 | 1990 | 1999 | 2006 | 2011 | 2018 |
| Einwohner | 689  | 781  | 1002 | 1254 | 1588 | 1728 | 2018 | 2111 | 2440 |

## Sehenswürdigkeiten
- Kirche Saint-Martin mit Glockenturm aus dem 11./12. Jahrhundert, Monument historique
- Kapelle Saint-Blaise

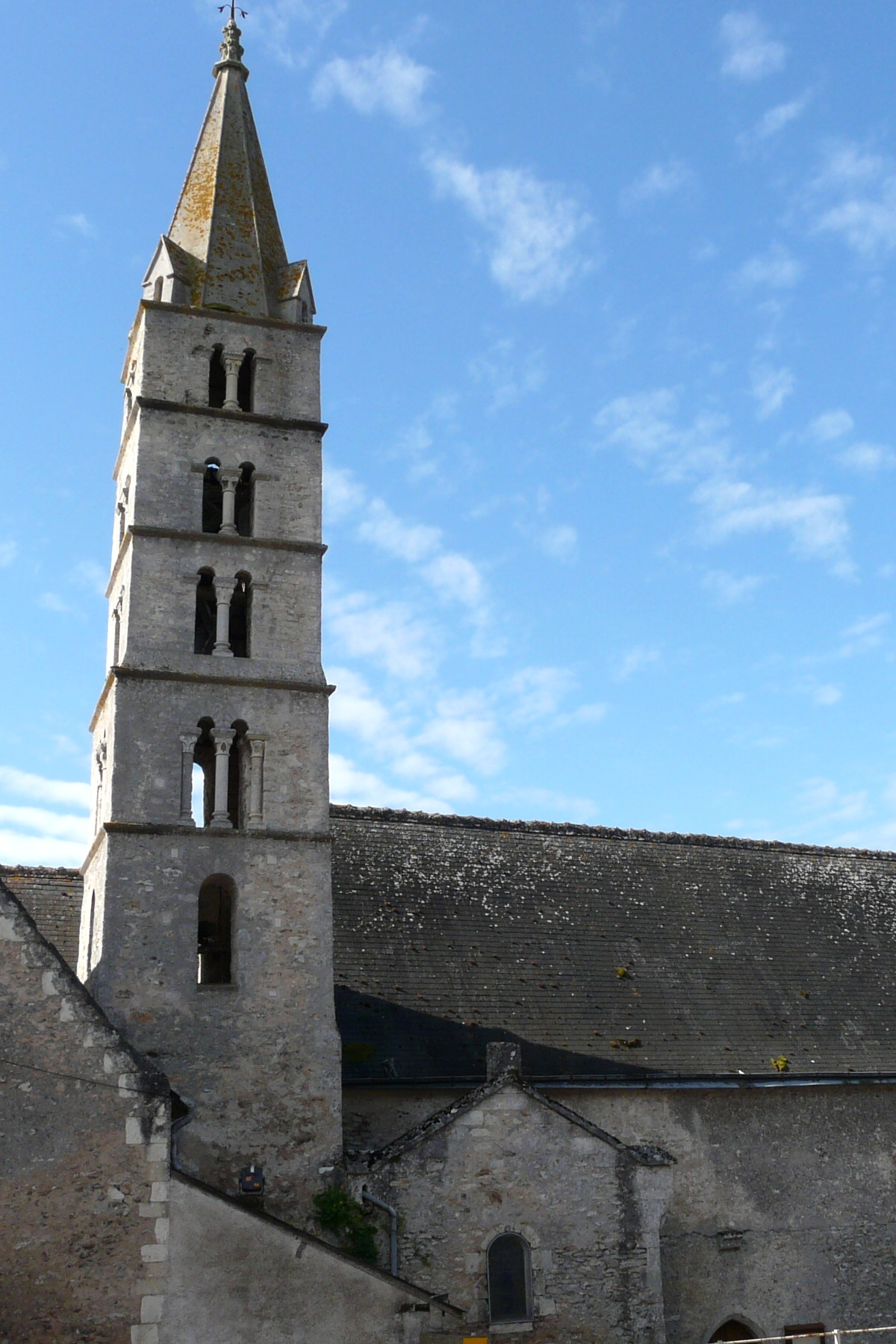
Kirche Saint-Martin
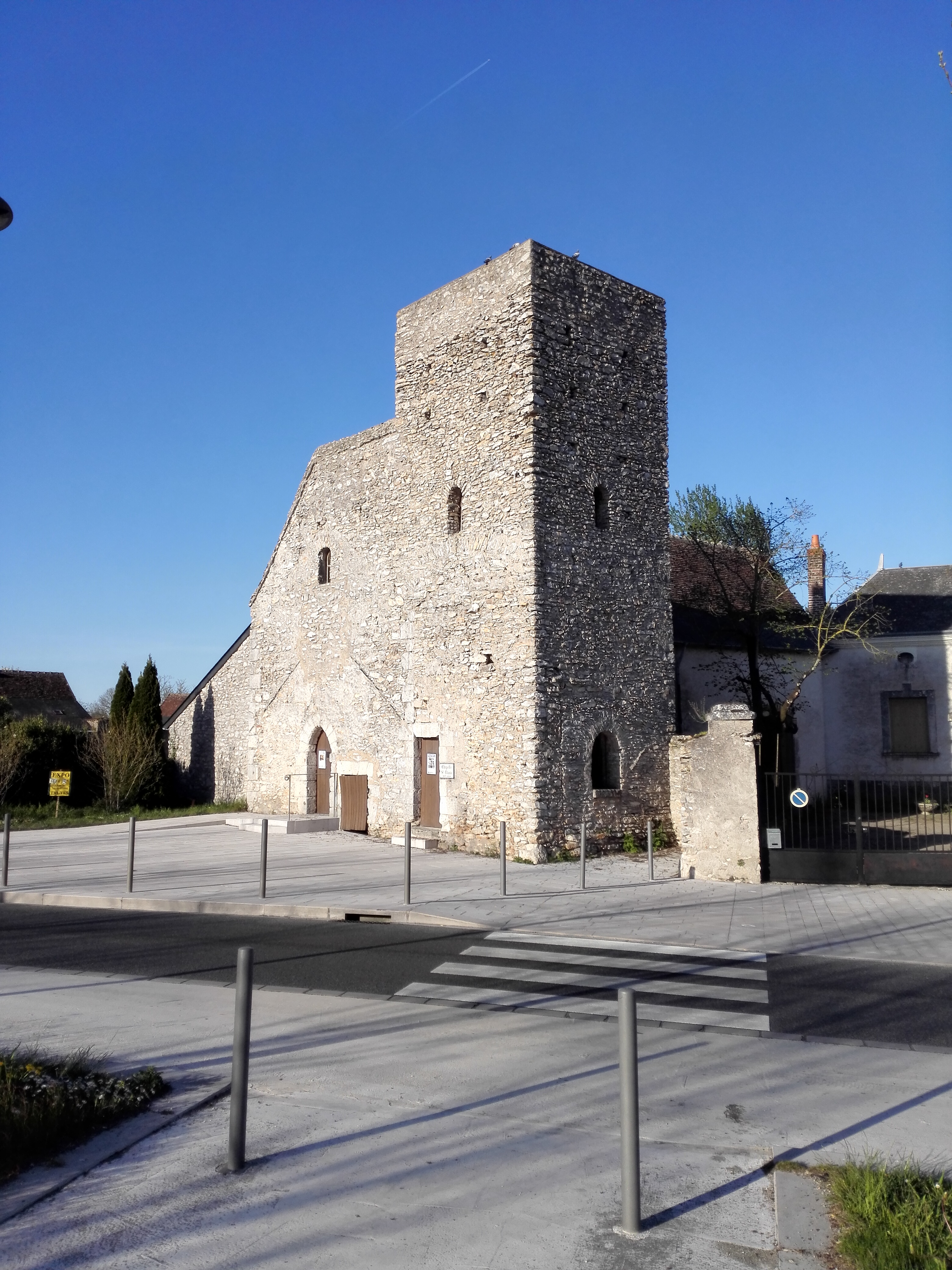
Kapelle Saint-Blaise

## Gemeindepartnerschaft
Mit der zypriotischen Gemeinde Katokopia besteht eine Partnerschaft.